# NGC 5838
NGC 5838 est une galaxie lenticulaire située dans la constellation de la Vierge. Sa vitesse par rapport au fond diffus cosmologique est de 1 443 ± 14 km/s, ce qui correspond à une distance de Hubble de 21,3 ± 1,5 Mpc (∼69,5 millions d'al). NGC 5838 a été découverte par l'astronome SAB0^0?(rs) William Herschel en 1786.
NGC 5838 est une galaxie LINER, c'est-à-dire une galaxie dont le noyau présente un spectre d'émission caractérisé par de larges raies d'atomes faiblement ionisés.
À ce jour, neuf mesures non basées sur le décalage vers le rouge (redshift) donnent une distance de 30,644 ± 18,270 Mpc (∼99,9 millions d'al), ce qui est à l'intérieur des valeurs de la distance de Hubble. Notons cependant l'écart-type élevé de cet échantillon en raison de la présence d'une mesure incohérentes avec les huit autres (70,3 MPc.Si on enlève cette mesure, on obtient une valeur de 24,813 ± 5,624 Mpc (∼80,9 millions d'al). Notons aussi que c'est avec la valeur moyenne des mesures indépendantes, lorsqu'elles existent, que la base de données NASA/IPAC calcule le diamètre d'une galaxie et qu'en conséquence le diamètre de NGC 5838 pourrait être d'environ 25,8 kpc (∼84 100 al) si on utilisait la distance de Hubble pour le calculer.

## Groupe d'IC 1066
Selon Abraham Mahtessian, NGC 5838 fait partie d'un groupe de galaxies qui compte 15 membres, le groupe d'IC 1066. IC 1066 n'est ni la plus brillante ni la plus grosse galaxie du groupe, mais c'est la première galaxie de la liste de Mahtessian. Plusieurs des galaxies de cette liste se trouvent dans d'autres groupes décrits par d'autres sources, dont NGC 5838 dans le groupe de NGC 5806. Les membres du groupe selon l'ordre décrit pas Mahtessian sont : IC 1066,IC 1067, NGC 5770, NGC 5774, NGC 5775, NGC 5806, NGC 5813, NGC 5831, NGC 5839, NGC 5838, NGC 5845, NGC 5846, NGC 5854, NGC 5864 et NGC 5869.
Le groupe de d'IC 1066 fait partie de l'amas de la Vierge III.

## Groupe de NGC 5806
Selon A. M. Garcia NGC 5838 fait partie du groupe de NGC 5806. Ce groupe de galaxies compte six membres. Les cinq autres galaxies du groupe sont NGC 5806, NGC 5811, NGC 5839, NGC 5845 et UGC 9661. Richard Powell mentionne aussi la galaxie NGC 5838 sur son site, selon lui c'est une galaxie de l'amas de la Vierge III qui ne fait partie d'aucun groupe. Le groupe de NGC 5806 fait partie de l'amas de la Vierge III. Comme on peut le constater, les regroupements varient d'un auteur à l'autre, car il n'y a pas de critères fixes pour construire ceux-ci.